# سیمون بیل
سیمون بیل (انگلیسی: Simonas Bilis؛ زادهٔ ۱۱ نوامبر ۱۹۹۳) ورزشکار ورزش شنا اهل لیتوانی است.
وی در مسابقات کشوری و بین‌المللی در مجموع برندهٔ ۱ مدال طلا و ۱ مدال برنز شده‌است.